# Euderomphale cortinae
Euderomphale cortinae är en stekelart som beskrevs av Graham 1986. Euderomphale cortinae ingår i släktet Euderomphale och familjen finglanssteklar.
Artens utbredningsområde är Madeira. Inga underarter finns listade i Catalogue of Life.